# Мельядіно-Сан-Вітале
Мельядіно-Сан-Вітале (італ. Megliadino San Vitale, вен. Megliadino San Vitale) — муніципалітет в Італії, у регіоні Венето, провінція Падуя.
Мельядіно-Сан-Вітале розташоване на відстані близько 380 км на північ від Рима, 70 км на південний захід від Венеції, 37 км на південний захід від Падуї.
Населення — 2008 осіб (2014).
Покровитель — San Vitale.

## Демографія
Населення за роками:

Станом на 1 січня 2023 року в муніципалітеті офіційно проживало 135 іноземців з 13 країн, серед них 24 громадяни країн Євросоюзу та 1 громадянин України.

## Сусідні муніципалітети
- Казале-ді-Скодозія
- Мельядіно-Сан-Фіденціо
- П'яченца-д'Адідже
- Санта-Маргерита-д'Адідже